# 南萣橋
南萣橋是臺灣省道台17甲線的橋樑，橫跨二仁溪，連接臺南市南區灣裡與高雄市茄萣區白砂崙。最初橋樑剛落成時，名稱是南定橋，是1996年新橋落成後才改為今名「南萣橋」，有連接臺南與茄萣之意。

## 沿革
南萣橋南端所在地在清治時期名為「白沙墩渡」，當地人稱「渡仔頭」。原本是以竹筏擺渡的渡口，後來人們開始在冬春搭建竹排仔橋銜接兩岸，夏秋雨季時才用竹筏過溪，然後約到農曆九月再重新搭橋。但此種運輸模式到了近代，因為無法讓車輛通行，導致交通不便，遂有建立永久性橋樑的提議。
最初是由臺南市方面積極爭取，邀請當時的臺灣省政府主席周至柔（1957年-1962年）到當地視察。據說周至柔在渡仔頭接受招待吃西瓜時當場允諾興建，由臺灣省政府撥款300萬元贊助（而後臺南市、高雄縣另外合資300萬元）。當地因而有趣談「周至柔食一塊西瓜三百萬」，而橋樑也被戲稱為「西瓜大橋」。
建橋工程在1961年開始動工，並調動陸軍第84師工兵營協助，最後在1963年7月竣工通車，橋樑命名為「南定橋」。通車時，當時的臺灣省政府主席黃杰受邀主持剪綵儀式，灣裡與白砂崙的居民並出動大轎與陣頭慶祝。
1993年，南定橋拆除重建，於1996年完工。而新橋完成時，橋名也從南定橋改成了「南萣橋」。